# ستيفن إل. جاكوبس
ستيفن إل. جاكوبس (بالإنجليزية: Steven L. Jacobs)‏ هو مؤرخ أمريكي، ولد في 15 يناير 1947.